# 東北大学総合学術博物館
東北大学総合学術博物館（とうほくだいがくそうごうがくじゅつはくぶつかん）は、国立大学法人東北大学学術資源研究公開センターに附属する研究機関、ならびに将来的に建設が予定されている大学博物館の名称である。
本稿では、同博物館が実際に建設されるまで暫定的に標本保存・常設展示を共用して行なっている東北大学理学部自然史標本館についても記す。

## 概説
東北大学には前身である東北帝国大学創立以来の学術研究の過程で得られた、標本、考古学・歴史資料、地図、発明品など総数約242万点に上る学術資料が保管されている。これらの資料は学内の各組織でそれぞれ保管されてきたが、これを一括して集中的に管理すること、研究・教育活動に役立てること、一般に公開し社会に還元することを目的に、東北大学総合学術博物館が1998年に発足した。しかし、この時点では他大学のような博物館専用の建物の準備は間に合わず、既に理学部の展示施設として稼働していた自然史標本館を「仮の拠点」とすることになった。
2002年、東北大学総合学術博物館を仙台商業高校敷地跡（現在の国際センター駅北側）に設立することが正式に決定した。2002年発行の学内誌によると、近年中に同敷地跡にて工事が行われ、2005年前後を目処に移転する予定であったとされる。
しかし、当該決定は後に撤回され、仙台商業敷地跡はせんだい青葉山交流広場（駐車場兼広場）として使用されることになった。そのため総合学術博物館の建設予定地は未定となり、令和の今日においても「仮の拠点」である理学部自然史標本館に間借りしている状態である。
このような経緯があるため、常設展示は自然史や地理等の部門に限られており、それ以外の分野についてはWebデータベース、紀要・ニュースレター、不定期に催される特別展示で公開されている。常設展示についても、専用の建物がないため公開内容に限界があり、同時期に設置された他の国立大学（東京大学、京都大学をはじめとする旧帝国大学など）と比べると非常に小規模である。公式ホームページでは、将来、専用の建物が建設された後の展示計画（博物館計画）についての構想が公開されている。
一般向けの展示は、同大学青葉山キャンパスにある理学部自然史標本館や宮城県内の施設などで開催されている。

## 沿革
- 1965年（昭和40年）総合研究資料館設置準備委員会（委員長：学長）開設。同資料館の構想は実現困難との結論に達し、個別の構想が具体化。
- 1994年（平成6年）理学部自然史標本館の設置認可。
- 1995年（平成7年）理学部自然史標本館が開館する。
- 1998年（平成10年）総合学術博物館の組織が認可される（事務局などは理学部自然史標本館内に設置）。
- 2002年（平成14年）仙台市青葉区青葉山2番地（旧仙台商業高校校地）に総合学術博物館を建設、開館することが正式決定（後に白紙撤回）。
- 2006年（平成18年）東北大学史料館、東北大学植物園とともに、東北大学学術資源研究公開センターに統合。

## 主な収蔵品
- 古生物標本
- 岩石・鉱物標本
- 考古学資料
- チベット造形コレクション
- 日本陸軍作成の外邦図

太平洋戦争前の陸軍参謀本部陸地測量部が作成した地図のコレクションで、日本最大の約7万点、1万2千種類の収蔵数を誇る。
- 金属学・金属工学コレクション

## アクセス
理学部自然史標本館（常設展）
- るーぷる仙台「理学部自然史標本館前」バス停下車
- 仙台市地下鉄東西線・青葉山駅より徒歩3分。

※特別展は学内外の公共施設で開催される。詳しくは公式ホームページを参照。

## 公式サイト
- 東北大学総合学術博物館